# Gabriel Coulet (marque)
Pour les articles homonymes, voir Coulet.
 (décembre 2013).
Gabriel Coulet est une marque commerciale déposée appartenant à Gabriel Coulet S.A., entreprise spécialisée dans la transformation industrielle du lait de brebis, en particulier quatre versions du fromage au lait cru roquefort.

## Histoire
En 1872, Guilhaume Coulet, roulier de son état, décide de creuser une cave à vin sous sa maison de Roquefort-sur-Soulzon. Il met au jour une fleurine, commune à la cave Carles, et décide de l'exploiter pour produire du roquefort.
En 1906, il transmet cette activité naissante à son fils Gabriel.
La société Gabriel Coulet S.A. est aujourd'hui une entreprise de 98 salariés dirigée par Jean-Pierre et Emmanuel Laur, fils respectifs de Pierre et André Laur, fils de Francis, gendre de Gabriel Coulet.
En juillet 2012, Gabriel Coulet SA a organisé un retrait de la vente correspondant à 3 000 pains de fromage à la suite d'un test mené par un distributeur ayant mis en évidence la bactérie E-coli dans le produit. Cette alerte n'a pas été confirmée par les contre-tests réalisés par des laboratoires indépendants.

## Produits

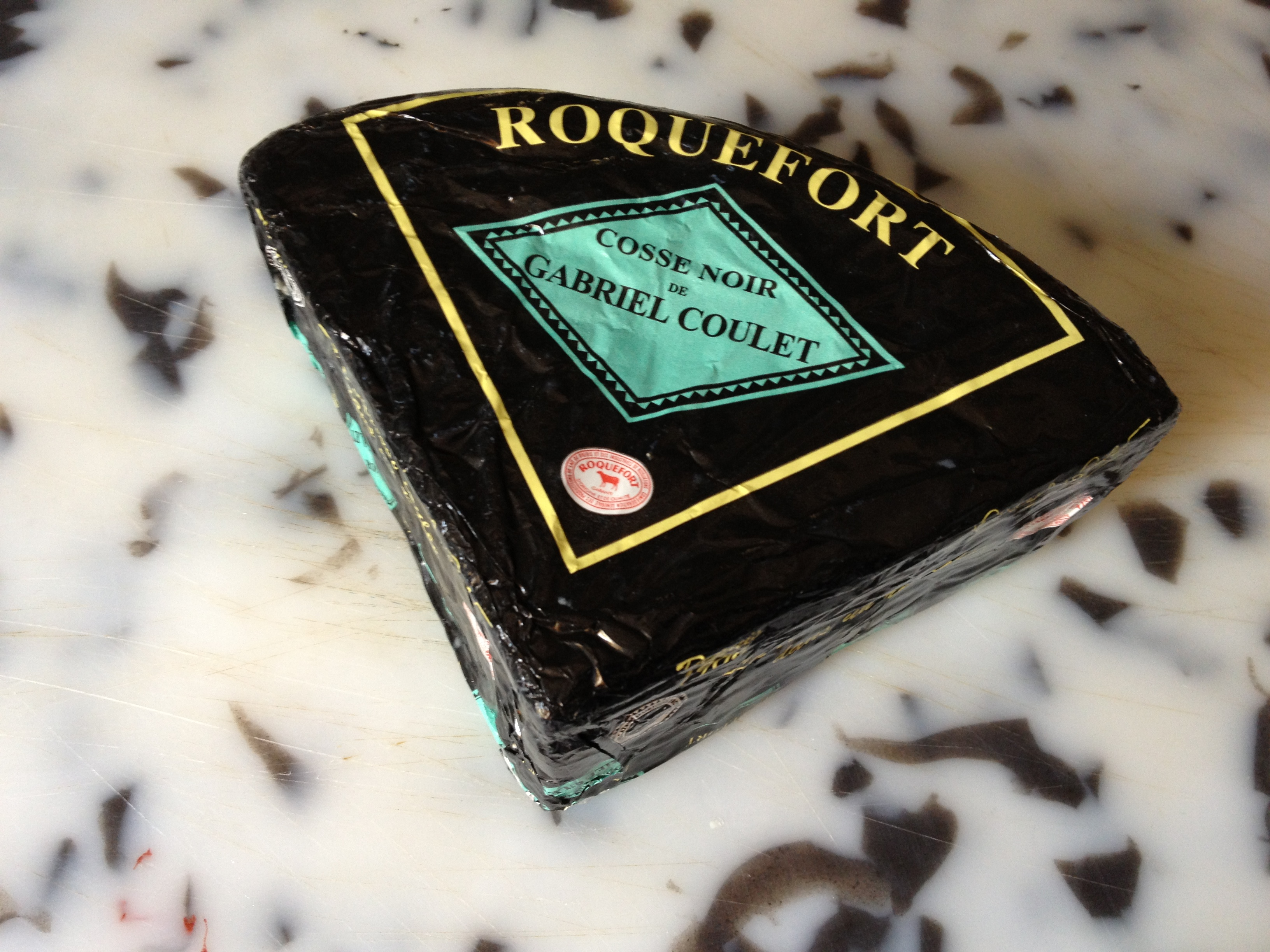
Un huitième de pain de roquefort Cosse Noir de Gabriel Coulet.

Gabriel Coulet SA transforme et commercialise quatre versions de roquefort dont l'affinage excède le minimum édicté dans le cahier des charges de l'Appellation d'origine protégée.
- La Petite Cave, médaille d'or au Concours général agricole en 2004, 2005 et 2006;
- Cosse Noir, affinage intermédiaire, 4 à 5 mois environ ;
- Castelviel, affinage long, jusqu'à 24 mois. Médaille d'or au Concours général agricole en 2010;
- Le BIO élaboré avec des laits issus de l'Agriculture Biologique.

Gabriel Coulet S.A. sous-traite la fabrication de roquefort pour les marques de distributeur GAR, Patrimoine Gourmand, Auchan, Notre Sélection, Pâturages, Rocabret, Monoprix Gourmet, Cora, Maison des Gourmets et Le Fromager. Ces marques appartiennent à la grande distribution (Atac, Auchan, Brake, Carrefour, Cora, Intermarché, Leclerc, Match, Metro, Monoprix et Système U).
Gabriel Coulet SA transforme environ 1800 tonnes de fromage par an .
La marque commercialise en petite quantité quelques sous-produits de son roquefort
- Pâte de roquefort dite « rebarbe rouge »
- Pâte à tartiner roquefort-chocolat
- Saucisse sèche de porc au roquefort

Gabriel Coulet SA transforme également 350 tonnes de « fromage de brebis pour salade » sous les marques Brebiac, Fétros et plusieurs marques de distributeur.

## Visites, dégustations

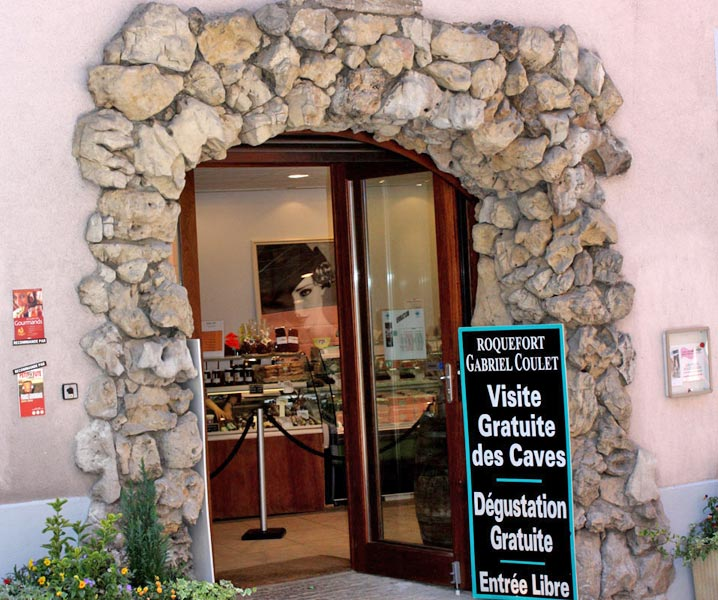
L'entrée de la boutique Gabriel Coulet SA à Roquefort-sur-Soulzon.

Depuis 2008, Gabriel Coulet SA propose une visite gratuite de la cave Coulet, sous sa boutique de vente de Roquefort-sur-Soulzon.